# Nhật Bản tại Thế vận hội Mùa hè 2020
Nhật Bản là quốc gia đăng cai Thế vận hội Mùa hè 2020 tại Tokyo từ ngày 24 tháng 7 đến ngày 9 tháng 8 năm 2020. Kể từ khi chính thức tham gia vào năm 1912, các vận động viên Nhật Bản đã tham dự tất cả các Thế vận hội Mùa hè hiện đại, ngoại trừ hai kỳ đại hội: lần thứ nhất, họ không được mời tham dự Thế vận hội Mùa hè 1948 tại Luân Đôn vì vai trò của mình trong Thế chiến II; lần thứ hai, họ hưởng ứng cuộc tẩy chay do Hoa Kỳ khởi xướng, khi Moskva đăng cai Thế vận hội Mùa hè 1980.

## Bắn cung
Nhật Bản đã tổ chức sáu cung thủ (ba nam và ba nữ) tại Thế vận hội, với tư cách là quốc gia đăng cai được tự động sử dụng các nơi hạn ngạch đồng đội nam và nữ.
Nam
| Vận động viên | Nội dung | Vòng xếp hạng | Vòng xếp hạng | Vòng 64 đội   | Vòng 32 đội   | Vòng 16 đội   | Tứ kết        | Bán kết       | Chung kết / BM | Chung kết / BM |
| Vận động viên | Nội dung | Tỷ số         | Hạt giống     | Tỷ số đối thủ | Tỷ số đối thủ | Tỷ số đối thủ | Tỷ số đối thủ | Tỷ số đối thủ | Tỷ số đối thủ  | Hạng           |
| ------------- | -------- | ------------- | ------------- | ------------- | ------------- | ------------- | ------------- | ------------- | -------------- | -------------- |
|               | Cá nhân  |               |               |               |               |               |               |               |                |                |
|               |          |               |               |               |               |               |               |               |                |                |
|               |          |               |               |               |               |               |               |               |                |                |
|               | Đồng đội |               |               | —             | —             |               |               |               |                |                |

Nữ
| Vận động viên | Nội dung | Vòng xếp hạng | Vòng xếp hạng | Vòng 64 đội   | Vòng 32 đội   | Vòng 16 đội   | Tứ kết        | Bán kết       | Chung kết / BM | Chung kết / BM |
| Vận động viên | Nội dung | Tỷ số         | Hạt giống     | Tỷ số đối thủ | Tỷ số đối thủ | Tỷ số đối thủ | Tỷ số đối thủ | Tỷ số đối thủ | Tỷ số đối thủ  | Hạng           |
| ------------- | -------- | ------------- | ------------- | ------------- | ------------- | ------------- | ------------- | ------------- | -------------- | -------------- |
|               | Cá nhân  |               |               |               |               |               |               |               |                |                |
|               |          |               |               |               |               |               |               |               |                |                |
|               |          |               |               |               |               |               |               |               |                |                |
|               | Đồng đội |               |               | —             | —             |               |               |               |                |                |

Hỗn hợp
| Vận động viên | Nội dung | Vòng xếp hạng | Vòng xếp hạng | Vòng 16 đội   | Tứ kết        | Bán kết       | Chung kết / BM | Chung kết / BM |
| Vận động viên | Nội dung | Tỷ số         | Hạt giống     | Tỷ số đối thủ | Tỷ số đối thủ | Tỷ số đối thủ | Tỷ số đối thủ  | Hạng           |
| ------------- | -------- | ------------- | ------------- | ------------- | ------------- | ------------- | -------------- | -------------- |
|               | Đồng đội |               |               |               |               |               |                |                |

## Bóng rổ

### Giải đấu nam
Đội tuyển bóng rổ nam Nhật Bản tự động đủ điều kiện tham dự Thế vận hội với tư cách là quốc gia đăng cai.
Danh sách vận động viên đội tuyển
- Nội dung đồng đội nam - 1 đồng đội gồm 12 cầu thủ

### Giải đấu nữ
Đội tuyển bóng rổ nữ Nhật Bản tự động đủ điều kiện tham dự Thế vận hội với tư cách là quốc gia đăng cai.
Danh sách vận động viên đội tuyển
- Nội dung đồng đội nữ - 1 đồng đội gồm 12 cầu thủ

## Đua ngựa
Nhật Bản, với tư cách là quốc gia đăng cai, tự động nhận được một đội tuyển gồm ba tay đua trong mỗi ba phân môn thể thao: biểu diễn ngựa, huấn luyện ngựa, và nhảy ngựa.

### Biểu diễn ngựa
| Vận động viên | Con ngựa   | Nội dung | Grand Prix | Grand Prix | Grand Prix đặc biệt | Grand Prix đặc biệt | Grand Prix tự do | Grand Prix tự do | Tổng thể | Tổng thể |
| Vận động viên | Con ngựa   | Nội dung | Tỷ số      | Hạng       | Tỷ số               | Hạng                | Kỹ thuật         | Nghệ thuật       | Tỷ số    | Hạng     |
| ------------- | ---------- | -------- | ---------- | ---------- | ------------------- | ------------------- | ---------------- | ---------------- | -------- | -------- |
|               |            | Cá nhân  |            |            |                     |                     |                  |                  |          |          |
|               |            |          |            |            |                     |                     |                  |                  |          |          |
|               |            |          |            |            |                     |                     |                  |                  |          |          |
|               | Xem ở trên | Đồng đội |            |            |                     |                     | —                | —                |          |          |

### Huấn luyện ngựa
| Vận động viên | Con ngựa   | Nội dung | Biểu diễn ngựa | Biểu diễn ngựa | Băng đồng | Băng đồng | Băng đồng | Nhảy ngựa | Nhảy ngựa | Nhảy ngựa | Nhảy ngựa | Nhảy ngựa | Nhảy ngựa | Tổng số   | Tổng số |
| Vận động viên | Con ngựa   | Nội dung | Biểu diễn ngựa | Biểu diễn ngựa | Băng đồng | Băng đồng | Băng đồng | Vòng loại | Vòng loại | Vòng loại | Chung kết | Chung kết | Chung kết | Tổng số   | Tổng số |
| Vận động viên | Con ngựa   | Nội dung | Penalties      | Hạng           | Penalties | Tổng số   | Hạng      | Penalties | Tổng số   | Hạng      | Penalties | Tổng số   | Hạng      | Penalties | Hạng    |
| ------------- | ---------- | -------- | -------------- | -------------- | --------- | --------- | --------- | --------- | --------- | --------- | --------- | --------- | --------- | --------- | ------- |
|               |            | Cá nhân  |                |                |           |           |           |           |           |           |           |           |           |           |         |
|               |            |          |                |                |           |           |           |           |           |           |           |           |           |           |         |
|               |            |          |                |                |           |           |           |           |           |           |           |           |           |           |         |
|               | Xem ở trên | Đồng đội |                |                |           |           |           |           |           |           | —         | —         | —         |           |         |

### Nhảy ngựa
| Vận động viên | Con ngựa   | Nội dung | Vòng loại | Vòng loại | Vòng loại | Vòng loại | Vòng loại | Vòng loại | Vòng loại | Vòng loại | Chung kết | Chung kết | Chung kết | Chung kết | Chung kết | Tổng số   | Tổng số |
| Vận động viên | Con ngựa   | Nội dung | Vòng 1    | Vòng 1    | Vòng 2    | Vòng 2    | Vòng 2    | Vòng 3    | Vòng 3    | Vòng 3    | Vòng A    | Vòng A    | Vòng B    | Vòng B    | Vòng B    | Tổng số   | Tổng số |
| Vận động viên | Con ngựa   | Nội dung | Penalties | Hạng      | Penalties | Tổng số   | Hạng      | Penalties | Tổng số   | Hạng      | Penalties | Hạng      | Penalties | Tổng số   | Hạng      | Penalties | Hạng    |
| ------------- | ---------- | -------- | --------- | --------- | --------- | --------- | --------- | --------- | --------- | --------- | --------- | --------- | --------- | --------- | --------- | --------- | ------- |
|               |            | Cá nhân  |           |           |           |           |           |           |           |           |           |           |           |           |           |           |         |
|               |            |          |           |           |           |           |           |           |           |           |           |           |           |           |           |           |         |
|               |            |          |           |           |           |           |           |           |           |           |           |           |           |           |           |           |         |
|               | Xem ở trên | Đồng đội |           |           |           | —         |           |           |           |           | —         | —         | —         | —         | —         |           |         |

## Khúc côn cầu trên cỏ

### Giải đấu nam
Với tư cách là quốc gia đăng cai, đội tuyển khúc côn cầu trên cỏ nam Nhật Bản đủ điều kiện tham dự Thế vận hội nhờ có được bảng xếp hạng thế giới bằng hoặc vị trí thứ ba tốt hơn vào cuối năm 2018, hoặc không hoàn thành thấp hơn thứ sáu tại Đại hội Thể thao châu Á 2018.
Danh sách vận động viên đội tuyển
- Nội dung đồng đội nam - 1 đồng đội gồm 16 cầu thủ

### Giải đấu nữ
Với tư cách là quốc gia đăng cai, đội tuyển khúc côn cầu trên cỏ nữ Nhật Bản đủ điều kiện tham dự Thế vận hội nhờ có được bảng xếp hạng thế giới bằng hoặc vị trí thứ ba tốt hơn vào cuối năm 2018, hoặc không hoàn thành thấp hơn thứ sáu tại Đại hội Thể thao châu Á 2018.
Danh sách vận động viên đội tuyển
- Nội dung đồng đội nữ - 1 đồng đội gồm 16 cầu thủ

## Bóng đá

### Giải đấu nam
Đội tuyển bóng đá nam Nhật Bản tự động đủ điều kiện tham dự Thế vận hội với tư cách là quốc gia đăng cai.
Danh sách vận động viên đội tuyển
- Nội dung đồng đội nam - 1 đồng đội gồm 18 cầu thủ

### Giải đấu nữ
Đội tuyển bóng đá nữ Nhật Bản tự động đủ điều kiện tham dự Thế vận hội với tư cách là quốc gia đăng cai.
Danh sách vận động viên đội tuyển
- Nội dung đồng đội nữ - 1 đồng đội gồm 18 cầu thủ

## Thể dục dụng cụ

### Nghệ thuật
Nhật Bản đã tổ chức một đội hình đầy đủ gồm bốn vận động viên thể dục dụng cụ trong các nội dung thể dục nghệ thuật của nam giới nhờ thành tích cao nhất trong toàn năng đồng đội tại giải vô địch thể dục dụng cụ nghệ thuật thế giới 2018 ở Doha, Qatar.
Nam
Đồng đội
| Vận động viên | Nội dung | Vòng loại | Vòng loại | Vòng loại | Vòng loại | Vòng loại | Vòng loại | Vòng loại | Vòng loại | Chung kết | Chung kết | Chung kết | Chung kết | Chung kết | Chung kết | Chung kết | Chung kết |
| Vận động viên | Nội dung | Dụng cụ   | Dụng cụ   | Dụng cụ   | Dụng cụ   | Dụng cụ   | Dụng cụ   | Tổng số   | Hạng      | Dụng cụ   | Dụng cụ   | Dụng cụ   | Dụng cụ   | Dụng cụ   | Dụng cụ   | Tổng số   | Hạng      |
| Vận động viên | Nội dung | F         | PH        | R         | V         | PB        | HB        | Tổng số   | Hạng      | F         | PH        | R         | V         | PB        | HB        | Tổng số   | Hạng      |
| ------------- | -------- | --------- | --------- | --------- | --------- | --------- | --------- | --------- | --------- | --------- | --------- | --------- | --------- | --------- | --------- | --------- | --------- |
|               | Đồng đội |           |           |           |           |           |           |           |           |           |           |           |           |           |           | —         | —         |
|               | Đồng đội |           |           |           |           |           |           |           |           |           |           |           |           |           | —         |           |           |
|               | Đồng đội |           |           |           |           |           |           |           |           |           |           |           |           |           | —         |           |           |
|               | Đồng đội |           |           |           |           |           |           |           |           |           |           |           |           |           | —         |           |           |
| Tổng số       | Đồng đội |           |           |           |           |           |           |           |           |           |           |           |           |           |           |           |           |

### Nhịp điệu
| Vận động viên | Nội dung | Vòng loại | Vòng loại | Vòng loại | Vòng loại | Vòng loại | Vòng loại | Chung kết | Chung kết | Chung kết | Chung kết | Chung kết | Chung kết |
| Vận động viên | Nội dung | Hoop      | Ball      | Clubs     | Ribbon    | Tổng số   | Hạng      | Hoop      | Ball      | Clubs     | Ribbon    | Tổng số   | Hạng      |
| ------------- | -------- | --------- | --------- | --------- | --------- | --------- | --------- | --------- | --------- | --------- | --------- | --------- | --------- |
|               | Cá nhân  |           |           |           |           |           |           |           |           |           |           |           |           |

| Vận động viên | Nội dung | Vòng loại | Vòng loại | Vòng loại | Vòng loại | Chung kết | Chung kết | Chung kết | Chung kết |
| Vận động viên | Nội dung | 5 apps    | 3+2 apps  | Tổng số   | Cấp       | 5 apps.   | 3+2 apps  | Tổng số   | Cấp       |
| ------------- | -------- | --------- | --------- | --------- | --------- | --------- | --------- | --------- | --------- |
|               | Cá nhân  |           |           |           |           |           |           |           |           |

## Bóng ném

### Giải đấu nam
Đội tuyển bóng ném nam Nhật Bản tự động đủ điều kiện tham dự Thế vận hội với tư cách là quốc gia đăng cai.
Danh sách vận động viên đội tuyển
- Nội dung đồng đội nam - 1 đồng đội gồm 14 cầu thủ

### Giải đấu nữ
Đội tuyển bóng ném nữ Nhật Bản tự động đủ điều kiện tham dự Thế vận hội với tư cách là quốc gia đăng cai.
Danh sách vận động viên đội tuyển
- Nội dung đồng đội nữ - 1 đồng đội gồm 14 cầu thủ

## Bóng bầu dục bảy người

### Giải đấu nam
Đội tuyển bóng bầu dục bảy người nam Nhật Bản tự động đủ điều kiện tham dự Thế vận hội với tư cách là quốc gia đăng cai.
Danh sách vận động viên đội tuyển
- Nội dung đồng đội nam - 1 đồng đội gồm 12 cầu thủ

### Giải đấu nữ
Đội tuyển bóng bầu dục bảy người nữ Nhật Bản tự động đủ điều kiện tham dự Thế vận hội với tư cách là quốc gia đăng cai.
Danh sách vận động viên đội tuyển
- Nội dung đồng đội nữ - 1 đồng đội gồm 12 cầu thủ

## Thuyền buồm
Với tư cách là quốc gia đăng cai, Nhật Bản đã được đảm bảo một thuyền cho mỗi loại sau đây tại cuộc đua thuyền Tokyo, mang lại hạn ngạch tối đa cho 15 thủy thủ, trong mười thuyền.
Nam
| Vận động viên | Nội dung | Chạy đua | Chạy đua | Chạy đua | Chạy đua | Chạy đua | Chạy đua | Chạy đua | Chạy đua | Chạy đua | Chạy đua | Chạy đua | Chạy đua | Chạy đua | Điểm lưới | Hạng chung cuộc |
| Vận động viên | Nội dung | 1        | 2        | 3        | 4        | 5        | 6        | 7        | 8        | 9        | 10       | 11       | 12       | M*       | Điểm lưới | Hạng chung cuộc |
| ------------- | -------- | -------- | -------- | -------- | -------- | -------- | -------- | -------- | -------- | -------- | -------- | -------- | -------- | -------- | --------- | --------------- |
|               | RS:X     |          |          |          |          |          |          |          |          |          |          |          |          |          |           |                 |
|               | Laser    |          |          |          |          |          |          |          |          |          |          | —        | —        |          |           |                 |
|               | Finn     |          |          |          |          |          |          |          |          |          |          | —        | —        |          |           |                 |
|               | 470      |          |          |          |          |          |          |          |          |          |          | —        | —        |          |           |                 |
|               | 49er     |          |          |          |          |          |          |          |          |          |          |          |          |          |           |                 |

Nữ
| Vận động viên | Nội dung     | Chạy đua | Chạy đua | Chạy đua | Chạy đua | Chạy đua | Chạy đua | Chạy đua | Chạy đua | Chạy đua | Chạy đua | Chạy đua | Chạy đua | Chạy đua | Điểm lưới | Hạng chung cuộc |
| Vận động viên | Nội dung     | 1        | 2        | 3        | 4        | 5        | 6        | 7        | 8        | 9        | 10       | 11       | 12       | M*       | Điểm lưới | Hạng chung cuộc |
| ------------- | ------------ | -------- | -------- | -------- | -------- | -------- | -------- | -------- | -------- | -------- | -------- | -------- | -------- | -------- | --------- | --------------- |
|               | RS:X         |          |          |          |          |          |          |          |          |          |          |          |          |          |           |                 |
|               | Laser Radial |          |          |          |          |          |          |          |          |          |          | —        | —        |          |           |                 |
|               | 470          |          |          |          |          |          |          |          |          |          |          | —        | —        |          |           |                 |
|               | 49erFX       |          |          |          |          |          |          |          |          |          |          |          |          |          |           |                 |

Hỗn hợp
| Vận động viên | Nội dung | Chạy đua | Chạy đua | Chạy đua | Chạy đua | Chạy đua | Chạy đua | Chạy đua | Chạy đua | Chạy đua | Chạy đua | Chạy đua | Chạy đua | Chạy đua | Điểm lưới | Hạng chung cuộc |
| Vận động viên | Nội dung | 1        | 2        | 3        | 4        | 5        | 6        | 7        | 8        | 9        | 10       | 11       | 12       | M*       | Điểm lưới | Hạng chung cuộc |
| ------------- | -------- | -------- | -------- | -------- | -------- | -------- | -------- | -------- | -------- | -------- | -------- | -------- | -------- | -------- | --------- | --------------- |
|               | Nacra 17 |          |          |          |          |          |          |          |          |          |          |          |          |          |           |                 |

M = Chạy đua huy chương; EL = Bị loại – không giành quyền vào chạy đua huy chương

## Bắn súng
Với tư cách là quốc gia đăng cai, Nhật Bản đã được đảm bảo tối thiểu mười hai suất tham dự các nội dung cá nhân. Ngoài ra, một vận động viên bắn súng đủ tiêu chuẩn cho một nội dung có thể cạnh tranh trong các nội dung khác mà không ảnh hưởng đến hạn ngạch, miễn là họ đạt được số điểm vòng loại tối thiểu (MQS) trước ngày 30 tháng 4 năm 2020.
Nam
| Vận động viên | Nội dung                  | Vòng loại | Vòng loại | Chung kết | Chung kết |
| Vận động viên | Nội dung                  | Điểm      | Hạng      | Điểm      | Hạng      |
| ------------- | ------------------------- | --------- | --------- | --------- | --------- |
|               | Súng trường hơi 10 m      |           |           |           |           |
|               | Súng trường 3 tư thế 50 m |           |           |           |           |
|               | Súng ngắn hơi 10 m        |           |           |           |           |
|               | Súng ngắn bắn nhanh 25 m  |           |           |           |           |
|               | Một đĩa                   |           |           |           |           |
|               | Hai đĩa chéo              |           |           |           |           |

Nữ
| Vận động viên | Nội dung                  | Vòng loại | Vòng loại | Chung kết | Chung kết |
| Vận động viên | Nội dung                  | Điểm      | Hạng      | Điểm      | Hạng      |
| ------------- | ------------------------- | --------- | --------- | --------- | --------- |
|               | Súng trường hơi 10 m      |           |           |           |           |
|               | Súng trường 3 tư thế 50 m |           |           |           |           |
|               | Súng ngắn hơi 10 m        |           |           |           |           |
|               | Súng ngắn 25 m            |           |           |           |           |
|               | Một đĩa                   |           |           |           |           |
|               | Hai đĩa chéo              |           |           |           |           |

## Bóng mềm
Đội tuyển bóng mềm nữ Nhật Bản tự động đủ điều kiện tham dự Thế vận hội với tư cách là quốc gia đăng cai.
Danh sách vận động viên đội tuyển
- Nội dung đồng đội nữ - 1 đồng đội gồm 15 cầu thủ

## Ba môn phối hợp
| Vận động viên | Nội dung | Bơi (1.5 km) | Chuyến 1 | Xe đạp (40 km) | Chuyến 2 | Chạy bộ (10 km) | Tổng thời gian | Hạng |
| ------------- | -------- | ------------ | -------- | -------------- | -------- | --------------- | -------------- | ---- |
|               | Nam      |              |          |                |          |                 |                |      |
|               |          |              |          |                |          |                 |                |      |
|               | Nữ       |              |          |                |          |                 |                |      |
|               |          |              |          |                |          |                 |                |      |

| Vận động viên | Nội dung | Bơi (300 m) | Chuyến 1 | Xe đạp (8 km) | Chuyến 2 | Chạy bộ (2 km) | Tổng thời gian | Hạng |
| ------------- | -------- | ----------- | -------- | ------------- | -------- | -------------- | -------------- | ---- |
|               | Hỗn hợp  |             |          |               |          |                |                |      |

## Bóng chuyền

### Bãi biển
Với tư cách là quốc gia đăng cai, Nhật Bản đã nhận được một nơi đảm bảo cho từng giới tính.
| Vận động viên | Nội dung | Vòng sơ bộ    | Bảng xếp hạng | Vòng 16 đội   | Tứ kết        | Bán kết       | Chung kết / BM | Chung kết / BM |
| Vận động viên | Nội dung | Tỷ số đối thủ | Bảng xếp hạng | Tỷ số đối thủ | Tỷ số đối thủ | Tỷ số đối thủ | Tỷ số đối thủ  | Hạng           |
| ------------- | -------- | ------------- | ------------- | ------------- | ------------- | ------------- | -------------- | -------------- |
|               | Nam      |               |               |               |               |               |                |                |
|               | Nữ       |               |               |               |               |               |                |                |

### Trong nhà

#### Giải đấu nam
Đội tuyển bóng chuyền nam Nhật Bản tự động đủ điều kiện tham dự Thế vận hội với tư cách là quốc gia đăng cai.
Danh sách vận động viên đội tuyển
- Nội dung đồng đội nam - 1 đồng đội gồm 12 cầu thủ

#### Giải đấu nữ
Đội tuyển bóng chuyền nữ Nhật Bản tự động đủ điều kiện tham dự Thế vận hội với tư cách là quốc gia đăng cai.
Danh sách vận động viên đội tuyển
- Nội dung đồng đội nữ - 1 đồng đội gồm 12 cầu thủ

## Bóng nước

### Giải đấu nam
Đội tuyển bóng nước nam Nhật Bản tự động đủ điều kiện tham dự Thế vận hội với tư cách là quốc gia đăng cai.
Danh sách vận động viên đội tuyển
- Nội dung đồng đội nam - 1 đồng đội gồm 13 cầu thủ

### Giải đấu nữ
Đội tuyển bóng nước nữ Nhật Bản tự động đủ điều kiện tham dự Thế vận hội với tư cách là quốc gia đăng cai.
Danh sách vận động viên đội tuyển
- Nội dung đồng đội nữ - 1 đồng đội gồm 13 cầu thủ